# Загребський землетрус (1880)
Загребський землетрус 1880 року (також відомий як Великий загребський землетрус) — землетрус, який стався у Загребі 9 листопада 1880 року.
Сила землетрусу становила 6,3 за шкалою Ріхтера. Його епіцентром була Медведниця — гора на північ від Загреба. Попри те, що лише одна людина загинула під час землетрусу, було зруйновано або пошкоджено багато будинків.

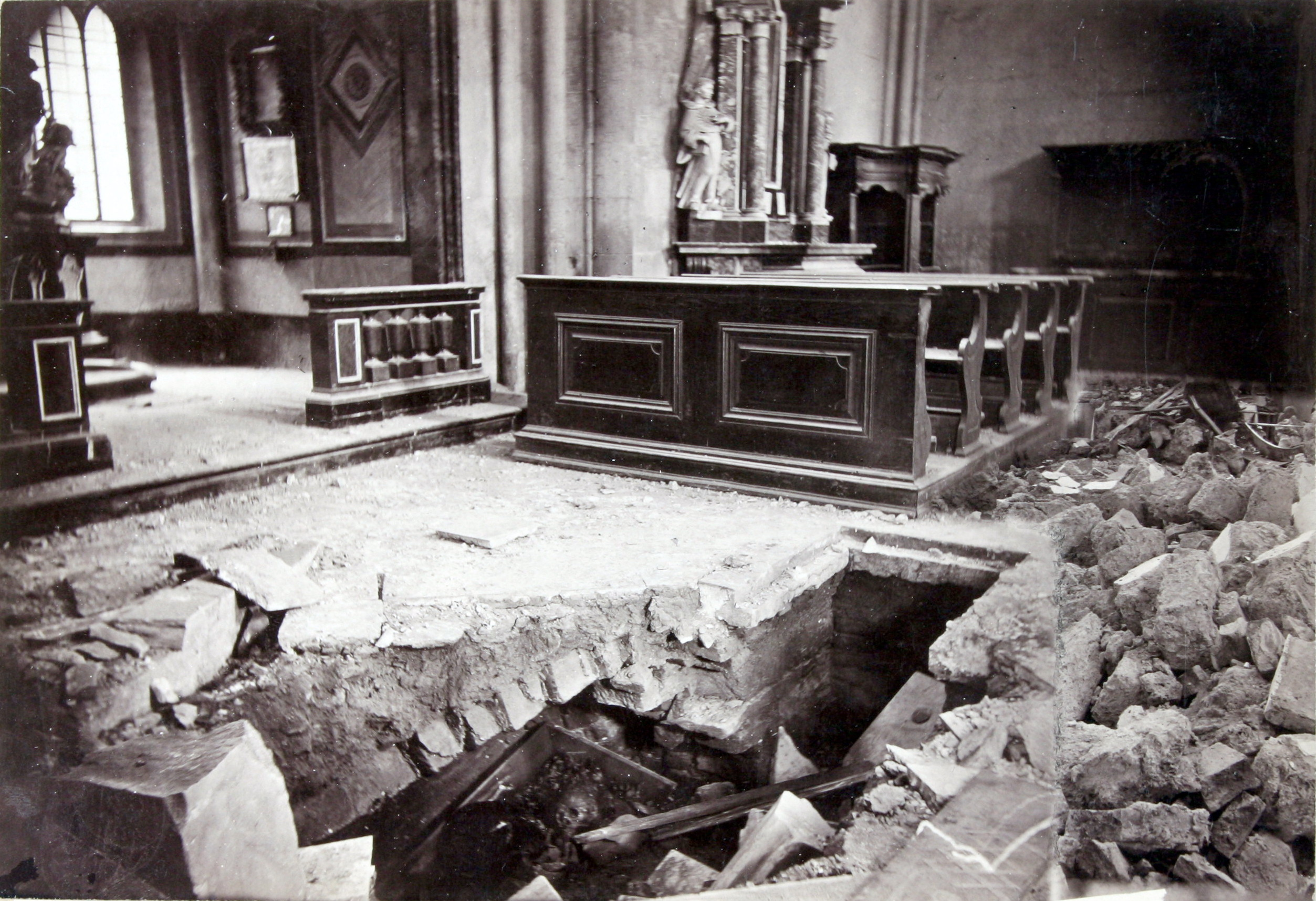
Інтер'єр Загребського собору після руйнувань

За даними метеорологічної станції Загреба, землетрус почався о 7:33 ранку, після чого слідувала серія підземних поштовхів меншої інтенсивності. Тогочасні записи свідчать, що 3800 проїзних квитків були продані на загребському залізничному вокзалі протягом перших 24 годин після початку землетрусу. Багато місцевих жителів намагалися залишити місто, їхали до Відня, Любляни, Граца та інших міст Австро-Угорщини.
Міська влада створила комісію для оцінки збитків. Як зазначено в офіційній доповіді комісії, загалом постраждали 1758 будинків (не враховуючи церков і державних будівель), з яких 485 були сильно пошкоджені.
Найбільше був пошкоджений Загребський собор, який згодом піддався ретельній реконструкції, яка тривала впродовж 26 років. Керував реставраційними роботами Герман Болле. Реконструкцію собору було остаточно завершено в 1906 році.